# La Morsure du mal
La Morsure du mal (Signs and Wonders) est le 9e épisode de la saison 7 de la série télévisée X-Files. Dans cet épisode, Mulder et Scully enquêtent sur des crimes impliquant des serpents et une congrégation religieuse.

## Résumé
À Blessing, Tennessee, un adolescent qui essayait de s'enfuir de chez lui est attaqué et tué par des serpents à sonnette. Mulder et Scully dirigent leurs soupçons vers le révérend Enoch O'Connors, leader d'une congrégation religieuse locale qui suit les enseignements de la Bible à la lettre et utilise des serpents lors des offices.

## Distribution
- David Duchovny : Fox Mulder
- Gillian Anderson : Dana Scully
- Randy Oglesby : le révérend Samuel Mackey
- Tracy Middendorf : Gracie
- Michael Childers : le révérend Enoch O'Connor
- Eric Nenninger : Jared Chirp
- Beth Grant : Iris Finster

## Accueil

### Audiences
Lors de sa première diffusion aux États-Unis, l'épisode réalise un score de 8,5 sur l'échelle de Nielsen, avec 12 % de parts de marché, et est regardé par 13,86 millions de téléspectateurs.

### Critique
L'épisode reçoit un accueil mitigé. Kenneth Silber, du site space.com, estime que c'est un « épisode astucieux dont les rebondissements sinueux surprendront beaucoup de téléspectateurs ». Rich Rosell, du site Digitally Obsessed, lui donne la note de 5/5.
Dans son livre, Tom Kessenich écrit que l'épisode n'est pas une réussite totale mais qu'il salue la tentative. Todd VanDerWerff, du site The A.V. Club, lui donne la note de C+. Le site Le Monde des Avengers lui donne la note de 2/4. Dans leur livre sur la série, Robert Shearman et Lars Pearson lui donnent la note de 2,5/5. Paula Vitaris, de Cinefantastique, lui donne la note de 2/4.